# زغینه
زغینه (به عربی: زغینة) یک منطقهٔ مسکونی در یمن است که در استان ابین واقع شده‌است.